# Monitor fluvial
El monitor fluvial era un buque de guerra con blindaje pesado, que normalmente iba armado con cañones de grueso calibre respecto a otros navíos fluviales. Su nombre se origina a partir del USS Monitor de la Armada de los Estados Unidos, que hizo su aparición en la Guerra de Secesión y se distinguía por el empleo de una torreta.
El 18 de diciembre de 1965 la Armada de los Estados Unidos autorizó por segunda vez en un siglo, la reactivación de la Armada de agua marrón para operaciones fluviales en Vietnam del Sur. En julio de 1966, el Secretario de Defensa Robert McNamara autorizó la formación de una Fuerza Fluvial Móvil (FFM); una fuerza que traería de vuelta al monitor fluvial con grueso blindaje y una sola torreta.
Los monitores fluviales eran empleados en cuerpos de agua tales como ríos, estuarios, deltas y lagos. Usualmente tienen un casco con fondo plano, que es necesario para que puedan operar en aguas cerradas; aunque su desplazamiento, tamaño y casco variaban según el lugar donde eran empleados.
La mayoría de monitores fluviales tenían un blindaje ligero, aunque esto era variable, algunos de ellos llevando más blindaje. Sin embargo, fueron ejemplos excepcionales los monitores Clase Lord Clive de la Royal Navy, que podían operar cerca de la costa, en ríos y estuarios, estando equipados con un blindaje más grueso y pesados cañones de 457 mm (18 pulgadas). Pero usualmente, los monitores fluviales iban armados con una combinación de cañones cuyos calibres iban desde 76 mm (3 pulgadas) a 152 mm (6 pulgadas), más ametralladoras. Este tipo de navío se sobrepone al cañonero fluvial. 

## Asia
En el río Amur, la Flotilla Militar del Amur de la Armada Imperial Rusa empleó los grandes monitores fluviales Clase Taifun desde 1907; la Armada Imperial Japonesa capturó algunos de estos buques en 1918. Tenían un desplazamiento de 1000 toneladas y estaban armados con cañones de 130 mm. Algunos de estos monitores fluviales, tales como el recomisionado Sverdlov, todavía estaban en servicio con la Armada Soviética en la Batalla de Manchuria de 1945.
Durante la Guerra de Vietnam, la Armada de los Estados Unidos desplegó 24 Monitores junto a otros navíos fluviales. De estos, diez iban armados con un cañón automático Bofors 40 mm montado en una torreta Mk 52, ocho iban armados con un obús M49 de 105 mm montado en una torreta T172, y seis Monitores armados con dos lanzallamas M10-8 montados en dos torretas M8 situadas a cada lado de la torreta del cañón de 40 mm. Llamados "acorazados de río" por sus tripulantes, proporcionaban poder de fuego a la Armada de agua marrón.

## Europa

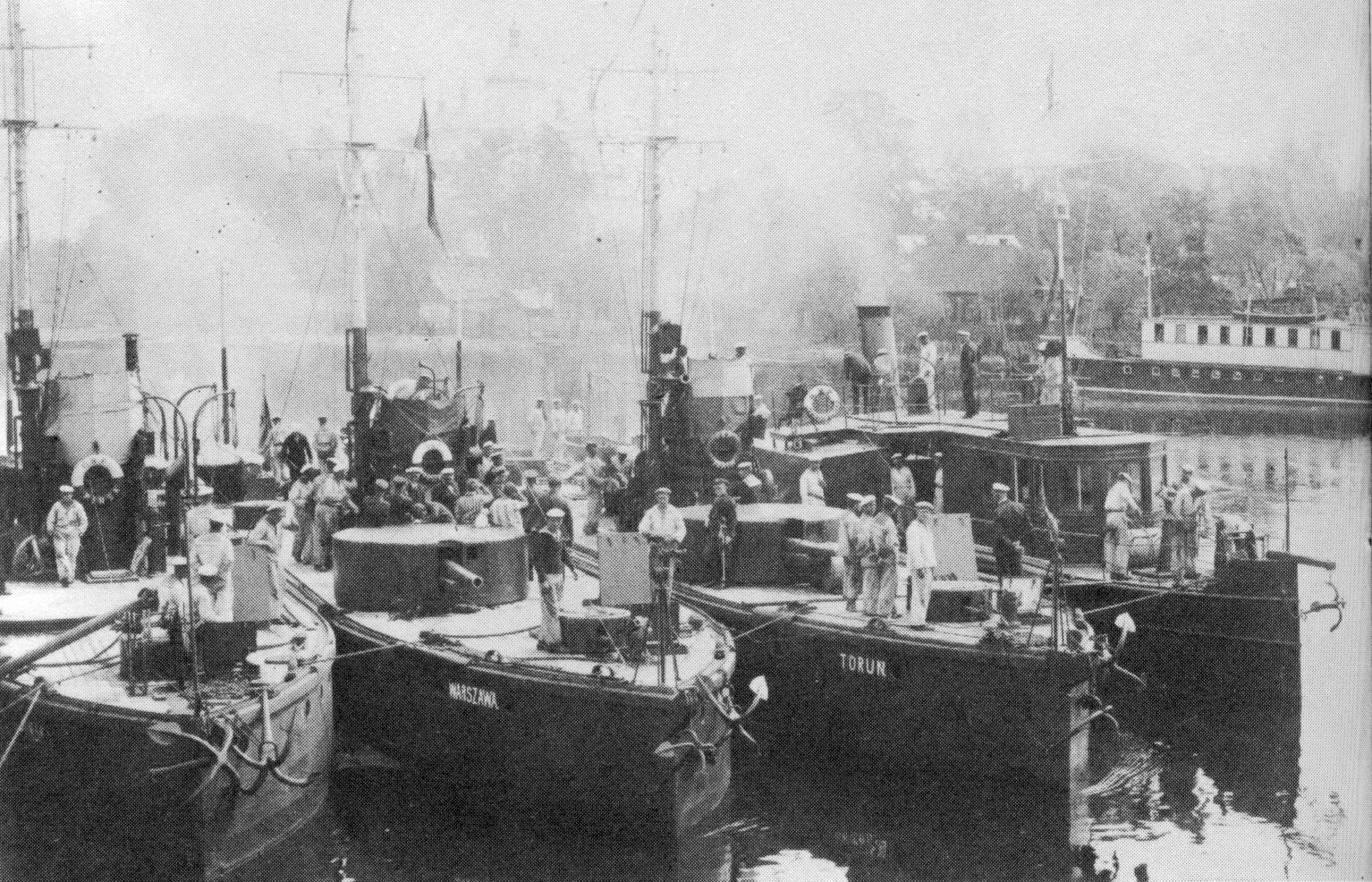
Monitores fluviales polacos.

En el Danubio, la Armada austrohúngara empleó monitores fluviales durante la Primera Guerra Mundial, luego siendo empleados por Hungría, Rumania y Yugoslavia. Polonia utilizó pequeños monitores fluviales (con un desplazamiento de 70-100 t) en el Río Prípiat en 1939, al igual que la Unión Soviética en el mismo río y en el Dniéper en 1941. Hungría utilizó pequeños monitores fluviales Clase PM-1 y lanchas patrulleras rápidas ligeramente blindadas Clase Őrnaszád durante la Segunda Guerra Mundial (en los Balcanes en 1941, en Hungría en 1944) para observación, apoyo artillero, minado rápido (Clase PAM-21) y defensa antiaérea.

## Estados Unidos

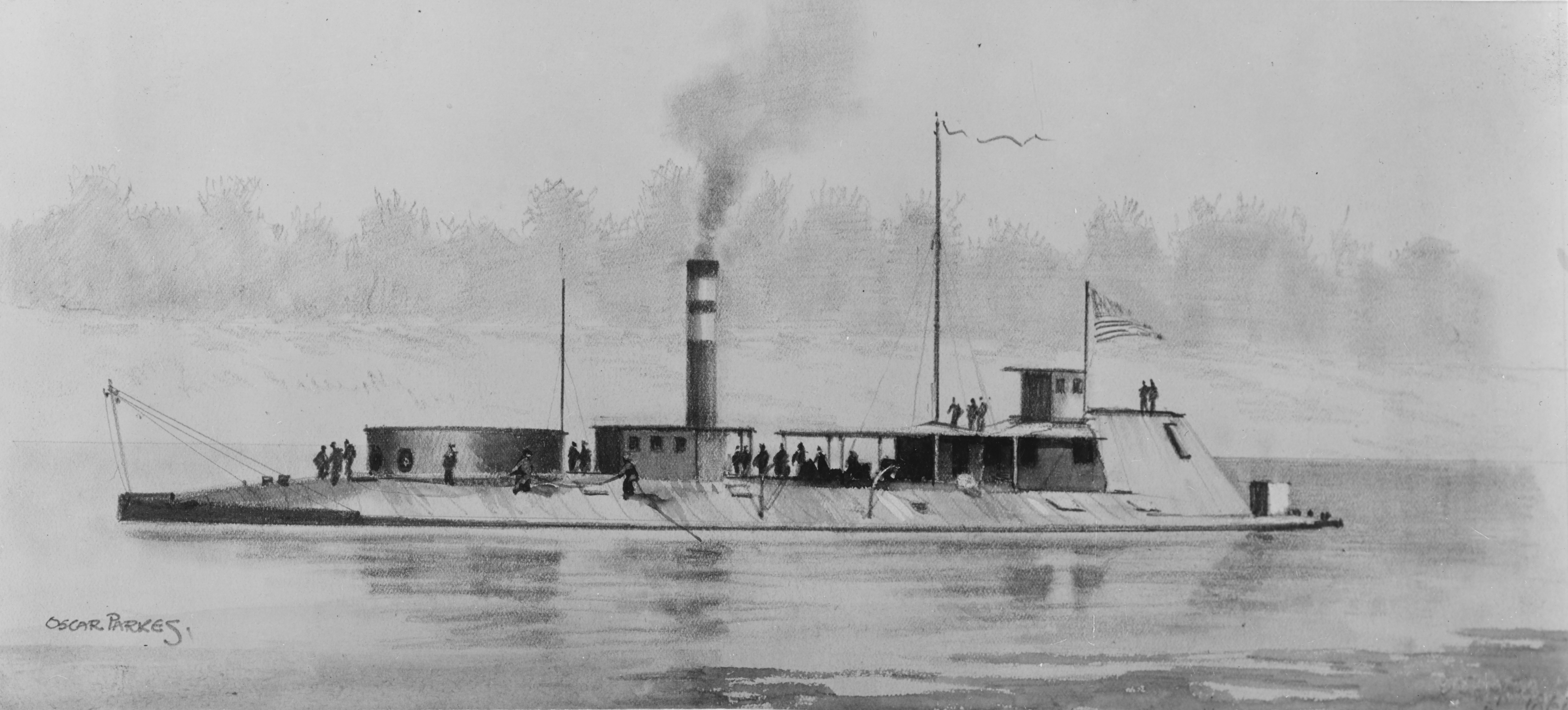
El USS Neosho, monitor fluvial de la Guerra de Secesión.

Los monitores fluviales fueron empleados durante la Guerra de Secesión, jugando un importante papel en las Campañas del Misisipi.
También jugaron un papel en la Batalla de la bahía de Mobile. Los monitores fluviales de la Guerra de Secesión eran muy grandes, llegando a pesar 1300 t.
Durante la Guerra de Vietnam, la "Armada de agua marrón" de la Armada de los Estados Unidos operó sus monitores como parte de su Flotilla Uno de Asalto Fluvial, que "inicialmente" consistió de cuatro Divisiones de Asalto Fluvial (DAF); la DAF 91 tenía 3 monitores, la DAF 92 tenía 2, la DAF 111 tenía 3 y la DAF 112 operaba dos monitores.
Los monitores de Vietnam fueron divididos en dos programas: el Programa 4 consistió en monitores armados con un Bofors 40 mm, mientras que el posterior Programa 5 abarcaría los ocho Monitor (H) armados con obuses y los seis Monitor (F) armados con lanzallamas. Todos los monitores fueron adaptados a partir de lanchones de desembarco de vehículos Landing Craft Mechanized Mk 6 de la Segunda Guerra Mundial, de acero y con una longitud de 17 m (56 pies). Cuando estuvieron listos, tenían una longitud de 18,28 m (60 pies), 5,33 m (17 pies) de manga y un desplazamiento de 1 m (3,5 pies), con dos hélices impulsadas por dos motores diésel marinos Gray 64NH9, alcanzando 8,5 nudos y con una tripulación de 11 o más hombres.
Usualmente iban protegidos por 10 t de blindaje.
| Monitores de la "Armada de agua marrón" de la Armada de los Estados Unidos (Vietnam) | Monitores de la "Armada de agua marrón" de la Armada de los Estados Unidos (Vietnam) | Monitores de la "Armada de agua marrón" de la Armada de los Estados Unidos (Vietnam)                                                                       | Monitores de la "Armada de agua marrón" de la Armada de los Estados Unidos (Vietnam)                                                                             |
|                                                                                      | Primera Generación Tipo | Segunda Generación Tipo/Lanzallamas | Segunda Generación Tipo/Obús |
| ------------------------------------------------------------------------------------ | --- | --- | --- |
| Eslora                                                                               | 18,59 m (61 pies) | 18,28 m (60 pies) | 18,28 m (60 pies) |
| Manga                                                                                | 5,33 m (17 pies) | 5,33 m (17 pies) | 5,33 m (17 pies) |
| Desplazamiento                                                                       | 1 m (3,5 pies) | 1 m (3,5 pies) | 1 m (3,5 pies) |
| Motor                                                                                | 2 motores diésel marinos Gray 64HN9; 220 hp @ 2100 rpm | 2 motores diésel marinos Gray 64HN9; 220 hp @ 2100 rpm | 2 motores diésel marinos Gray 64HN9; 220 hp @ 2100 rpm |
| Velocidad                                                                            | 8,5 nudos | 8,5 nudos | 8,5 nudos |
| Tripulación                                                                          | 11 | 11 | 11 |

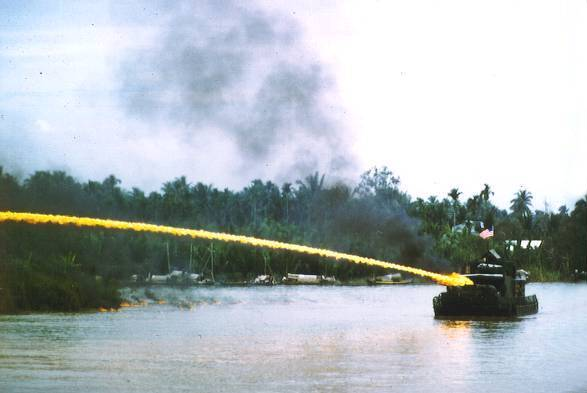
Un monitor de la Fuerza Fluvial Móvil lanzando napalm en la Guerra de Vietnam.

| Armamento                                                                            | - 1 mortero de 81 mm - 1 cañón automático Bofors 40 mm - 1 cañón automático Oerlikon 20 mm - 2 lanzagranadas Mk 18 - 3 escopetas lanzagranadas M79 - 2 ametralladoras Browning M2 de 12,7 mm - 4 ametralladoras de 7,62 mm | - 2 cañones automáticos Oerlikon 20 mm - 2 Lanzallamas (con un alcance de 200 m) - 3 escopetas lanzagranadas M79 - 2 ametralladoras Browning M2 de 12,7 mm | - 1 obús de 105 mm - 2 cañones automáticos Oerlikon 20 mm - 3 escopetas lanzagranadas M79 - 2 ametralladoras Browning M2 de 12,7 mm - 1 ametralladora de 7,62 mm |